# Miguel Sidrauski
Miguel Sidrauski (Buenos Aires, 12 de octubre de 1939 - Boston, 1 de septiembre de 1968) fue un economista argentino que hizo una importante contribución a la teoría de crecimiento económico con el desarrollo de un modelo dinámico para describir los efectos del dinero en el largo plazo.

## Trayectoria
Publicó un artículo sobre determinación de la tasa de intercambio, enseñó en MIT (Instituto de Tecnología de Massachusetts). Nacido y educado en Buenos Aires, hizo sus estudios de postgrado en la Universidad de Chicago en 1963 y completó su tesis en 1966 bajo la supervisión de Hirofumi Uzawa y Milton Friedman. Luego de completar su tesis, fue designado como profesor asistente en MIT. Murió de cáncer a los 28 años, dejando a su esposa y su hija de dos meses de edad. 
Es conocido por su artículo publicado en 1967 Rational Choice and Patterns of Growth in a Monetary Economy que está basado en su tesis. El artículo analiza un modelo de un consumidor representativo que maximiza su utilidad intertemporalmente, que depende del consumo de bienes y los saldos reales monetarios. El modelo implica que en estado estacionario el capital intensivo no varía con respecto a la variación de la política monetaria, el resultado es descrito como superneutralidad del dinero.
A pesar de su relevancia en los estudios económicos alrededor del mundo, en su país natal, es poco conocido y en muchos casos criticado. Se estima[¿quién?] que esto se puede deber a ser contemporáneo a Raúl Prebisch y Rogelio Frigerio, otros[¿quién?] dicen que se debe al haber estudiado en la Universidad de Chicago.
Luego de su fallecimiento, su profesor de postgrado, Milton Friedman, le dedicó unas palabras en un congreso de economistas, en las que señaló las cualidades de su tesis: 

[...] es un análisis sutil, pero sencillo, de un complejo problema económico; análisis matemático riguroso, pero que siempre tiene una motivación y una interpretación económica. Ya ha tenido una influencia considerable, y más que tendrá…
Milton Friedman